# Alice Vial
Pour les articles homonymes, voir Vial.
Alice Vial, née le 15 juillet 1986 dans le 14e arrondissement de Paris, est une scénariste, réalisatrice et actrice française.
Elle co-scénarise notamment Les Innocentes, premier film européen depuis Good Bye, Lenin! à être retenu au festival de Sundance. Le film a été nommé aux Césars 2017 dans la catégorie meilleur scénario original. Elle écrit et réalise le court-métrage Les Bigorneaux, qui a reçu le César du meilleur court-métrage 2018 et qui a été primé dans de nombreux festivals. Elle a co-créé la série digitale, Loulou, diffusée sur Arte Creative et primée à Série Mania. Elle a également co-écrit et réalisé les 10 épisodes de la série Septième Ciel, primée au Festival de fiction de la Rochelle.

## Biographie

### Jeunesse et début de carrière de scénariste
Alice Vial est née à Paris le 15 juillet 1986.
Elle ne poursuit pas des études de scénariste, mais écrit des scénarios en autodidacte, tout en cherchant des conseils auprès de scénaristes plus expérimentés et en participant à des ateliers d'écriture ou à des concours. Elle déclare apprécier les résidences d'artistes et l'émulation que cela apporte. C'est dans ce cadre qu'elle écrit son premier scénario en 2009 : Les Immortelles,.
En 2011, elle participe à la fondation du collectif « les Indélébiles », sur le modèle du premier collectif de scénaristes français, Le Sas ; ce collectif regroupe 14 scénaristes en 2016, collaborant et échangeant. Elle fait également partie du collectif la Mafia Princesse.

## Carrière

### 2015 - 2016: Les Innocentes
Lors d'un concours de scénarios organisé par le Prix Sopadin, Alice Vial et Sabrina B. Karine sont toutes deux sélectionnées en finale de la compétition junior ; Philippe Maynial leur raconte l'histoire de Madeleine Pauliac, sa grand-tante, médecin en poste en Pologne à la fin de la Seconde Guerre mondiale. Ce récit leur inspire un scénario, celui du film Les Innocentes. Elles se documentent sur la Pologne de la fin de la seconde guerre mondiale, pour assurer un caractère authentique au film, nonobstant le caractère imaginaire de l'intrigue, et effectuent une retraite dans un monastère.
Elles présentent le scénario au Festival international des scénaristes de Valence dans le cadre d'un appel à projets, qu'elles remportent. Elles sont sélectionnées à la résidence d'écriture annuelle du Groupe Ouest, puis se rendent au TorinoFilmLab (en) pour en continuer le développement. Le scénario est finalement acheté par Mandarin, par la productrice Isabelle Grellat, rencontrée lors du festival de Valence. Mandarin propose finalement le projet à Anne Fontaine, qui est intéressée par ce scénario et le réalise en 2015.
En 2016, Les Innocentes est le seul film européen à avoir été sélectionné au Festival du film de Sundance depuis Good bye, Lenin !. Il est short listé pour représenter la France aux Oscars 2017. En 2017, le film a été nommé aux Césars dans les catégories meilleur scénario original, meilleure réalisation, meilleure photo et meilleur film. Il a également été primé dans plusieurs festivals à travers le monde.

### 2018: Des Bigorneaux à Loulou
Elle réalise en 2017 son quatrième court-métrage, Les Bigorneaux, qui est sélectionné dans une centaine de festivals, plusieurs fois primé, et qui obtient en 2018 le César du meilleur court-métrage. Le court raconte les mésaventures d'une jeune trentenaire qui vit et travaille avec son père, dans leur bar breton. Tiphaine Daviot et Philippe Rebbot interprètent les personnages principaux.
En parallèle, Alice cocréée avec Marie Lelong, Louise Massin et Géraldine de Margerie la série digitale Loulou pour Arte Creative. Cette série de 10×6 minutes en deux saisons est projetée au Festival d'Angers, récompensée au Festival Série Mania et au Festival de la fiction TV de Luchon. Elle est en compétition au Festival de la Rochelle deux années consécutives. La série connaît un gros succès sur la plateforme d'Arte. Les 21 épisodes ont été réalisés par Fanny Sidney, Géraldine de Margerie, Emilie Noblet, Armand Robin, Avril Besson, Faustine Crespy, Léo Karmann. Alice a réalisé trois épisodes de la saison 2 : Le Délégué, Le Baptême et Le Conservatoire. Parmi les auteurs, se sont joints à l'équipe de co-création Alicia Praxt, Arthur Flochel, Xavier Lacaille, Agnès Hurstel.

### 2019-23: Des Gouttes de Dieu à Septième Ciel
Alice a coécrit pour plusieurs séries : Marjorie (France 2), Les Grands (OCS). Plus récemment, elle a co-écrit avec Quoc Dang Tran et Clémence Madeleine Perdrillat la série Apple TV, France 2, Hulu Japon : Les Gouttes de Dieu de 8×52', adaptée du manga japonais éponyme. La série est en compétition internationale du Festival Séries Mania 2023. Elle a aussi co-écrit la série La fille au cœur de cochon (Nina and the pig à l'inter) pour France.tv Slash, créée et réalisée par David André et en compétition 26' au Festival de la Rochelle 2022. Elle a également écrit l'épisode 5 de la série Les 7 Vies de Léa créée par Charlotte Sanson et diffusée sur Netflix.
Alice a coécrit et collaboré avec Clémence Azincourt à la création de la série Septième Ciel diffusée depuis janvier 2023 sur OCS. Avec Clément Marchand, ils ont tous les trois écrit les 10 épisodes qu'Alice a également réalisé. La série a obtenu le prix de la meilleure série 26' au Festival de la fiction de la Rochelle 2022.

### Actrice
Parallèlement à son activité de scénariste et de réalisatrice, Alice Vial participe en tant qu'actrice à diverses séries, dont un rôle récurrent dans les deux premières saisons de Flics, Marie Van San. En 2016, elle incarne au cinéma le personnage d'Alice Marchal, rôle principal féminin du premier film du Palmashow, La Folle Histoire de Max et Léon,. Elle joue également dans les deux saisons de la série Loulou qu'elle a co-créée pour Arte Creative et sera bientôt dans l'unitaire Arte adapté de la série Loulou.
Elle réalise plusieurs doublages de personnages, notamment celui de Mona dans La Vague (2008), ou encore dans les films Elefant de Gus Van Sant et Retour à Cold Moutain d'Anthony Minghella.
Elle est membre du collectif 50/50, qui a pour but de promouvoir l’égalité des femmes et des hommes et la diversité dans le cinéma et l’audiovisuel.

## Filmographie

### Scénariste

#### Cinéma
- 2015 : Five d'Igor Gotesman (consultante scénario)
- 2016 : Les Innocentes d'Anne Fontaine[19],[6]
- 2018 : Sofia de Meryem Benm'Barek (consultante scénario)
- 2019 : Mon inconnue d'Hugo Gélin (consultante scénario)
- 2021 : Pourris gâtés de Nicolas Cuche (consultante scénario)

#### Séries - unitaires
- 2016 : Les Grands de Benjamin Parent, Vianney Lebasque et Joris Morio
- 2016 : Marjorie d'Ivan Calbérac (épisode 2)
- 2017-2018 : Loulou (co-créatrice et co-scénariste)
- 2021 : La Vie de château de Clémence Madeleine-Perdrillat et Nathaniel H'Limi (co-scénariste)
- 2022 : Les 7 Vies de Léa de Charlotte Sanson (co-scénariste)
- 2022 : La Fille au cœur de cochon (co-scénariste)
- 2022 : Les Gouttes de Dieu de Quoc Dang Tran (co-scénariste)
- 2022 : Septième Ciel (co-scénariste et réalisatrice)
- 2023 : Loulou[20]de Alice Vial, Marie Lelong, Géraldine de Marherie et Louise Massin (co-scénariste et actrice)

### Réalisatrice / Scénariste

#### Courts métrages
- 2013 : L'homme qui en connaissait un rayon[6]
- 2014 : French It Up!
- 2015 : Gueule de loup[6]
- 2017 : Les Bigorneaux[21],[22]

#### Séries
- 2018 : Loulou (créatrice, coscénariste, réalisatrice épisodes 3, 5 et 8 de la saison 2)
- 2022 : Septième ciel (coscénariste et réalisatrice des 10 épisodes)

### Actrice

#### Cinéma

##### Longs métrages
- 2005 : La Promeneuse d'oiseaux de Jacques Otmezguine : La femme de chambre
- 2014 : Le Jour de la Comète d'Hervé Freiburger, Cédric Hachard et Sébastien Milhou : Amalia
- 2016 : La Folle Histoire de Max et Léon[23] de Jonathan Barré : Alice Marchal
- 2022 : Les Vedettes de Jonathan Barré : Marilyn Monroe du karaoké

##### Courts métrages
- 2006 : La Méthode douce de Michael Guerraz : Manon Picot
- 2008 : Heartless de Pancho Tuesta : Emma
- 2009 : Paranoland de Thierry Boscheron : Julie
- 2009 : Spirale de Michael Guerraz : Virginie
- 2011 : Five d'Igor Gotesman : Natacha
- 2014 : French It Up! d'elle-même : Une membre de la thérapie

#### Télévision

##### Séries - unitaires
- 2007 : Plus belle la vie[24] : Laura Gérard
- 2007 / 2011 : Flics : Marie Van Sant
- 2008 : Le juge est une femme[25] : Florence Régnier
- 2010 : Boulevard du Palais : Juliette
- 2015 : RIS police scientifique[26] : Sabine
- 2016 : Les Petits Meurtres d'Agatha Christie : Sylvia Franco
- 2017 : Loulou : Alice (série digitale)
- 2023: Loulou : Alice (unitaire Arte)

## Distinctions
- 2009 : Prix Sopadin Junior : Finaliste pour le scénario Les Immortelles[4]
- 2016 : Oscars : Les Innocentes est l'un des 4 films présélectionnés pour représenter la France[Note 1],[27],[28]
- 2017 : Césars 2017 : Nomination meilleur scénario original pour Les Innocentes
- 2017 : Séries Mania: Prix de la meilleure série digitale pour Loulou[29]
- 2018 : Césars 2018 : César du meilleur court-métrage pour Les Bigorneaux[30]
- 2022 : Festival de la fiction de la Rochelle 2022: prix de la meilleure série 26' pour Septième Ciel[31]
- 2023: Festival de la fiction de la Rochelle 2022: prix du meilleur scénario pour l'unitaire Loulou